# Kom lad os danse
Kom lad os danse er det syvende studiealbum fra den dansk sanger og satiriker Niels Hausgaard. Det blev udgivet i 1985. Hugo Rasmussen medvirker på bas.

## Spor
Side 1
1. "Opsving" - 3:28
2. "Kom Lad Os Danse" - 3:00
3. "Din Vilje Ske" - 3:20
4. "Skønsang" - 3:12
5. "Skidt Tilpads" - 2:22
6. "Velstand" - 3:30
7. "Den Sidste Ting" - 3:44

Side 2
1. "Kender Jeg Dig" - 3:19
2. "Bette Stinne" - 1:34
3. "Poesi" - 2:58
4. "Hovedpine" - 2:40
5. "Den Uskyldige" - 3:19
6. "Ligeglad" - 3:19
7. "Søde Druer" - 4:29